# Авторотация
Авторота́ция (др.-греч. αὐτός — сам; лат. rotatio — вращение) — режим вращения воздушного винта летательного аппарата или турбины двигателя, при котором энергия, необходимая для вращения, отбирается от набегающего на винт потока. 
Термин появился между 1915 и 1920 годами в период начала разработок вертолётов и автожиров и означает вращение несущего винта без участия двигателя.

## Описание

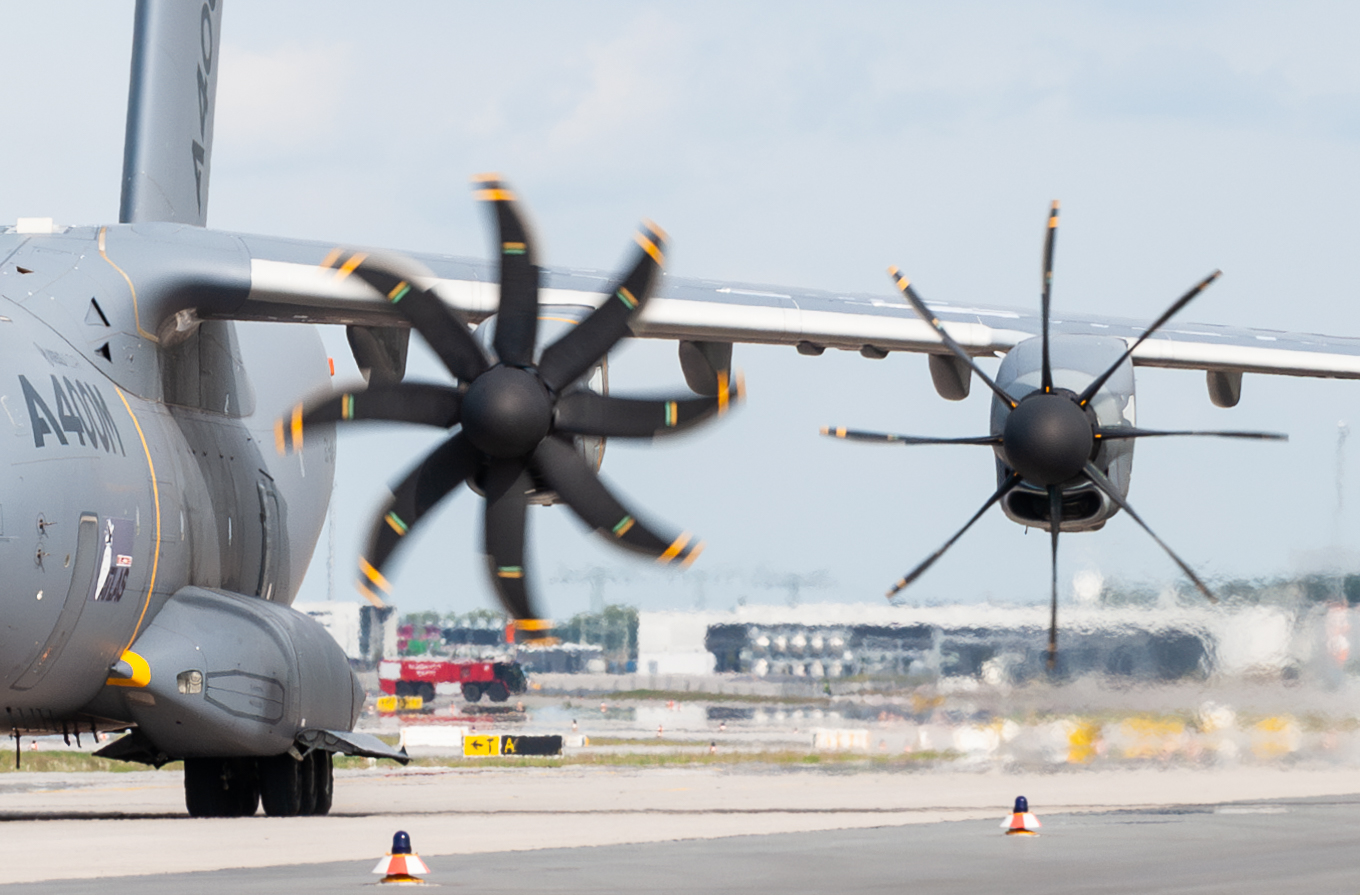
На транспортном самолёте Europrop TP400 внешний двигатель с зафлюгированным винтом

На самолётах, использующих в качестве движителя воздушные винты без изменяемого шага, авторотация винта (вращение от набегающего потока) возникает при отказе или выключении двигателя в полёте. При этом возникает сильное сопротивление потоку и, в случае отказа одного двигателя на консоли крыла, — сильный разворачивающий и кренящий момент, что существенно усложняет управление летательным аппаратом и может привести к его падению. Для предотвращения этого неприятного явления все современные турбовинтовые двигатели имеют системы автоматического и ручного флюгирования, в случае остановки двигателя в полёте устанавливающие (поворачивающие) лопасти воздушного винта «по потоку». Винт при этом имеет минимальное лобовое сопротивление и не вращается. Для запуска турбовинтового двигателя в полёте винт выводится из флюгерного положения и начинает раскручивать двигатель; при достижении определённой частоты вращения включается система зажигания и подача топлива — «запуск на авторотации».
Ротор турбореактивных двигателей, в случае их выключения в полёте, также может вращаться от набегающего потока в режиме авторотации.
Для вертолётов в отечественной практике для обозначения авторотации несущего винта установился термин «самовращение несущего винта» (СНВ). При штатном полёте вертолёта, с включённым двигателем, воздушный поток поступает сверху и выходит снизу — несущий винт работает в режиме «пропеллер». В режиме СНВ несущий винт вертолёта раскручивается от встречного набегающего потока, одновременно создавая подъёмную силу. Авторотация возможна потому, что несущий винт оказывается при таком обтекании в режиме «ветряка». 
Для снижения механических потерь в режиме СНВ между двигателем и несущим винтом установлена обгонная муфта (существуют несколько её конструктивных решений). Например, на вертолёте Ми-8 обгонные муфты установлены между свободной турбиной и главным редуктором, поэтому в режиме СНВ от несущего винта приводятся во вращение главный редуктор, который раздает крутящий момент на хвостовой винт, насосы гидросистем и генератор переменного тока (и некоторые другие агрегаты вертолёта): вертолёт сохраняет управляемость и питание пилотажных приборов кабины.
Используя авторотацию, вертолёт может произвести безопасную посадку при отказе одного или двух двигателей, поэтому возможность безопасной посадки на авторотации является обязательной для прохождения сертификации производителями вертолётов. Аэродинамическое качество в режиме авторотации (на примере вертолёта Ми-4) составляет от 1,55 до 5,0 при скорости полёта от 50 до 120 км/ч соответственно.
Режим авторотации является рабочим для автожира. Поляра вращающегося несущего винта автожира очень похожа на поляру крыла, поэтому полёт на автожире по технике пилотирования больше напоминает полёт на самолёте, чем на вертолёте.

## Использование

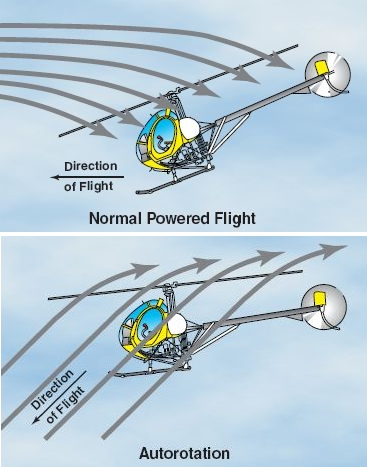
Обтекание несущего винта воздушным потоком: вверху — нормальный полёт, внизу — авторотация

На вертолётах наиболее частая причина использования авторотации — это неисправность двигателя, но авторотация также может использоваться и в случае полного отказа рулевого винта, поскольку при авторотации отсутствует реактивный момент, создаваемый несущим винтом. В некоторых экстремальных ситуациях авторотация может использоваться для выхода из вихревого кольца, если позволяет высота.
На одновинтовых вертолётах при отказе двигателя несущий винт, продолжая двигаться по инерции, какое-то время будет по-прежнему создавать подъёмную силу, теряя обороты. Действия пилота при отказе двигателей в первую очередь зависят от направления вращения несущего винта. Например, при правом вращении несущего винта, в момент отказа двигателей, тангаж вертолёта самопроизвольно увеличивается, с разворотом по рысканию влево. Пилот парирует угол рыскания отклонением педалей (изменением шага хвостового винта), а тангаж — плавной отдачей ручки от себя. Одновременно, пилот должен изменить угол атаки лопасти на противоположный и уменьшить шаг винта до минимально возможного, чтобы не дать винту потерять угловую скорость. Из-за изменения угла атаки винта вертолёт начинает быстро снижаться. Набегающий поток воздуха оказывает сильное воздействие на винт, раскручивая его в том же направлении, в котором он вращался. Направление вращения остается тем же.
Несколько факторов влияют на скорость снижения в режиме авторотации: плотность воздуха, вес вертолёта, частота вращения винта, скорость набегающего потока воздуха. Для контроля скорости снижения пилот в первую очередь контролирует скорость на вариометре. Уменьшение или увеличение скорости регулируется шагом винта, как и при нормальном полёте.
Установившаяся скорость вертикального снижения составляет приблизительно 25-30 м/с и зависит от модели вертолёта и факторов, описанных выше. Такая скорость не может быть погашена только за счет инерции несущего винта и при отсутствии достаточной для набора горизонтальной скорости высоты посадка невозможна. 
За время снижения несущий винт накапливает большую кинетическую энергию за счёт своей массы и скорости вращения. За несколько метров до земли пилот изменяет угол атаки несущего винта на противоположный (устоялся жаргонизм «подрыв винта»). За счет кинетической энергии вращения несущий винт при «подрыве» создает дополнительную подъёмную силу, при этом частота вращения винта уменьшается. Вертикальная скорость снижается до приемлемых величин (примерно 5-6 м/с), и вертолёт производит посадку. 
Вид посадки зависит от полётной массы вертолёта: пустой вертолёт может сесть с вертикальным снижением; при наличии груза на борту приходится садиться с пробегом, «по-самолётному».
Для более безопасного приземления вертолёт должен иметь или достаточную высоту или достаточную горизонтальную скорость. Высота необходима для раскрутки несущего винта во время снижения. Горизонтальная скорость используется для быстрого перевода кинетической энергии движения вертолёта в энергию вращения винта. При отказе двигателя на малой высоте приземление может закончиться катастрофой.
Военные вертолёты работают на малой высоте, поэтому для спасения экипажа иногда устанавливают катапультируемые кресла и предусматривают отстрел лопастей несущего винта перед катапультированием.

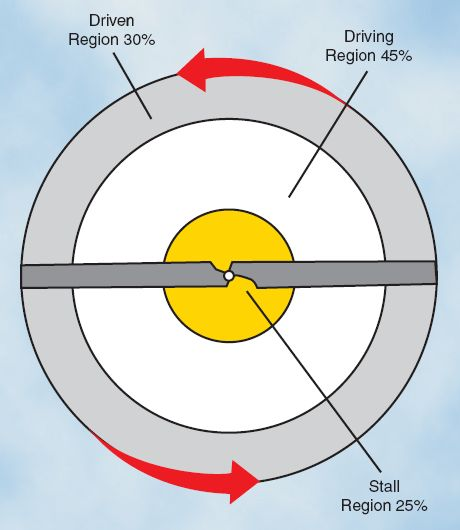
Зоны лопасти винта при авторотации

Самая длительная авторотация в истории была выполнена Жаном Буле (фр. Jean Boulet) в 1972 году, когда он достиг рекордной высоты 12 440 м на вертолёте Aérospatiale Lama. Из-за низкой температуры (−63 °C) на этой высоте двигатель остановился и больше не запустился. Используя авторотацию, пилот смог безопасно посадить вертолёт на землю..

### Зоны лопасти винта вертолёта при авторотации
Лопасти винта вертолёта имеют отрицательную крутку (угол атаки комля больше угла атаки конца лопасти), поэтому во время вертикальной авторотации, диск, образуемый вращающимися лопастями вертолёта, можно разделить на три области: ведущую, ведомую и зону отрывного обтекания. Размер этих областей изменяется в зависимости от наклона лопастей, скорости снижения и частоты вращения винта. Когда эти параметры изменяются, изменяется и процентное отношение этих трёх областей.
Ведомая зона располагается на концах лопастей. Обычно составляет около 30 % радиуса. Ведомая зона обеспечивает торможение лопастей и как следствие, снижение частоты вращения винта.
Ведущая зона, или зона авторотации, обычно составляет от 25 до 70 % радиуса винта и является источником движущей силы вращения лопасти при авторотации. Суммарная аэродинамическая сила в этой области направлена немного вперёд относительно оси вращения и вызывает ускорение вращения винта.
Внутренние 25 % лопасти работают на угле атаки больше критического, вызывая замедление вращения винта.
Постоянная скорость вращения винта достигается тогда, когда сила, образуемая ведущей зоной, уравновешивается силами торможения ведомой зоной и зоной отрывного обтекания. Пилот регулирует наклон лопастей, например, увеличивая площадь ведущей зоны, это вызывает ускорение вращения винта и, в свою очередь, увеличение ведомой и закритической зон, поэтому вращение стабилизируется на более высокой частоте. Уменьшение ведущей зоны уменьшает скорость вращения.